# Аннінгер
Аннінгер (нім. Anninger) — гора в природному парку Ференберге, на східному краю Віденського лісу в Нижній Австрії. Налічує чотири вершини, найвища з яких (675 м) і має назву Аннінгер. Її вінчає оглядова вежа Вільгельмсварте (Wilhelmswarte).

## Географія
Три другорядні вершини називаються Ешенкогель (Eschenkogel, 653 м), Фірйохкогель (Vierjochkogel, 651 м) і Бухкогель (Buchkogel, 639 м). На Ешенкогелі розташовується гірський притулок Аннінгерхаус — хоча на такій малій висоті і за наявності містечок всього за кілька кілометрів, можна, швидше, говорити про ресторан. Неподалік від нього розташована 25-метрова оглядова вежа Jubiläumswarte (закрита 2019 року на ремонт або повну заміну). На Фірйохкогелі побудовано радіопередавач, що належить A1 Telekom. На південно-східному схилі, у напрямку до Гумпольдскірхена розташований вхід до печери Драйдерриш — найбільшої у Віденському лісі. На північно-східному схилі розташована віднгога Єнніберг, цікава з археологічної точки зору.
За кілька кілометрів на північ розташована гора Малий Аннінгер (Kleiner Anninger, 496 м) на вершині якої збудовано Храм гусарів.
На південь лежить Пфафстетнер Когель (Pfaffstättner Kogel, 541 м), іноді також званий Чаперл-Аннінгер (Tschapperl-Anninger). На його вершині 1930 року побудовано ще один притулок-ресторан, Рудольф-Прокш-Хютте, а ще 1914 року зведено оглядову вежу Клесгаймварте (Klesheimwarte), названу на честь письменника Антона фон Клесгайма .

## Історія
Від Аннінгерхауса у бік Медлінга раніше йшла траса натурбану. Тепер використовувана як звичайна лісова доріжка, раніше вона була обнесена дерев'яними огорожами. 14 лютого 1909 року тут навіть проводилися міжнародні змагання, на яких було встановлено австрійський рекорд натурбану на дистанції 1 км.
До 1997 року місцевою пам'яткою була Широка сосна. Згідно з дослідженнями вік цього дерева досягав приблизно 450 років. Сосна була відома не тільки серед місцевих жителів: її відвідували Людвіг ван Бетховен, Франц Шуберт, Густав Клімт та інші відомі діячі культури, а Людвіг Фердинанд Шнорр фон Карольсфельд 1838 року написав картину «Широка сосна біля Брюля». 1988 року дерево померло, а 14 січня 1997 його спиляли з міркувань безпеки. Частини цієї сосни тепер містяться в Музеї Нижньої Австрії в Санкт-Пельтені.
На вершині Аннінгеру 1887 року збудовано невелику кам'яну вежу Вільгельмсварте, названу на честь ерцгерцога Вільгельма Австрійського. Вона збереглася донині і оголошена пам'яткою архітектури Австрії. Від 2010 року на парапеті оглядового майданчика красується автограф Йозефа Киселака, нанесений анонімним наслідувачем.

## Підняття на гору
Аннінгер легкодоступний як кількома маркованими доріжками, так і багатьма стежками. Підходи зі східного боку, з комун у Віденському басейні (Медлінг, Гумпольдскірхен, Пфафштеттен) популярніші, ніж західні (наприклад, з Гадену).
Різноманітність маршрутів, можливість їх комбінації в різних варіантах разом із великою кількістю притулків-ресторанів в окрузі роблять Аннінгер «однією з улюблених цілей для піших подорожей на околицях Відня».

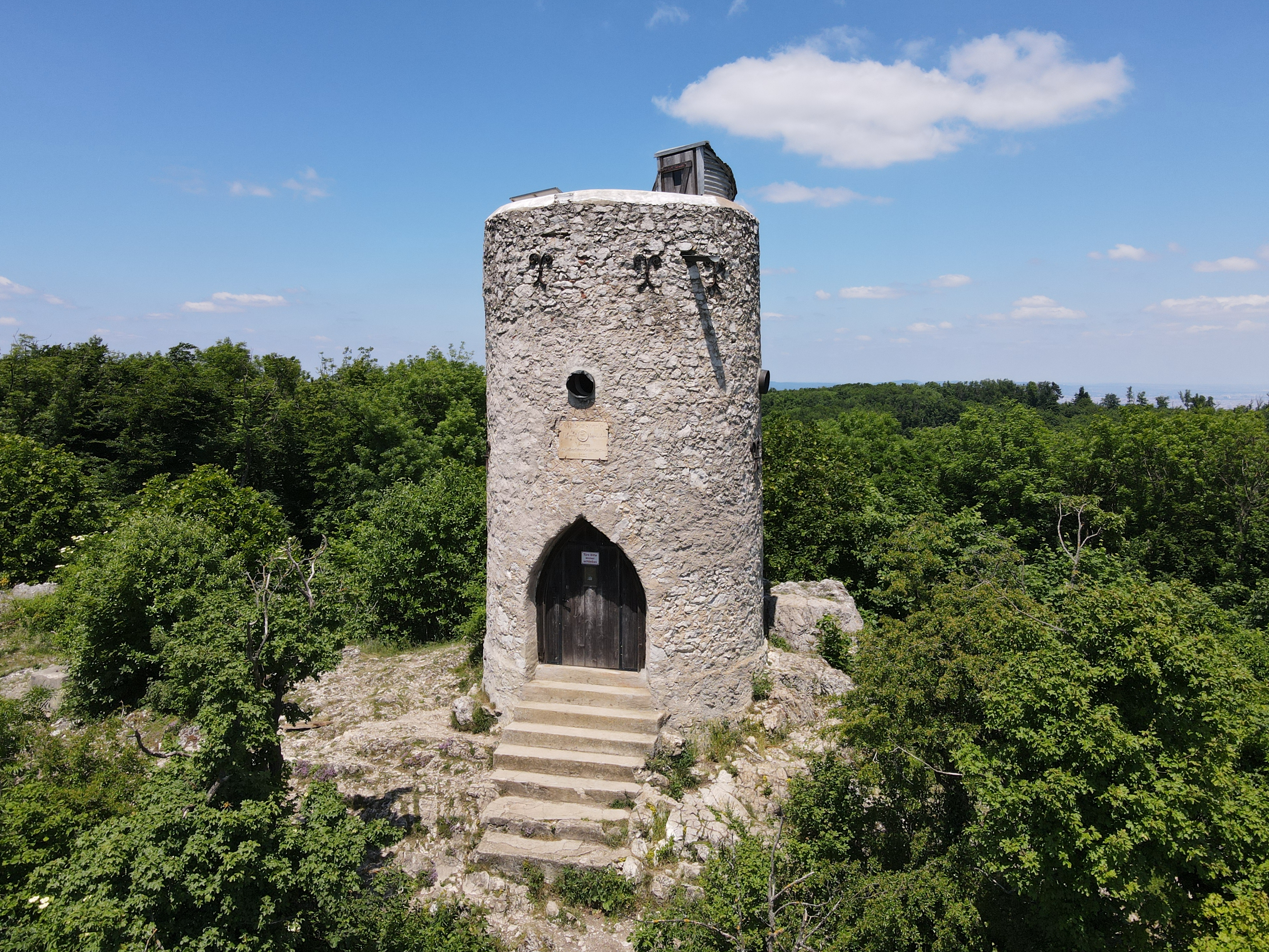
Вільгельмсварте
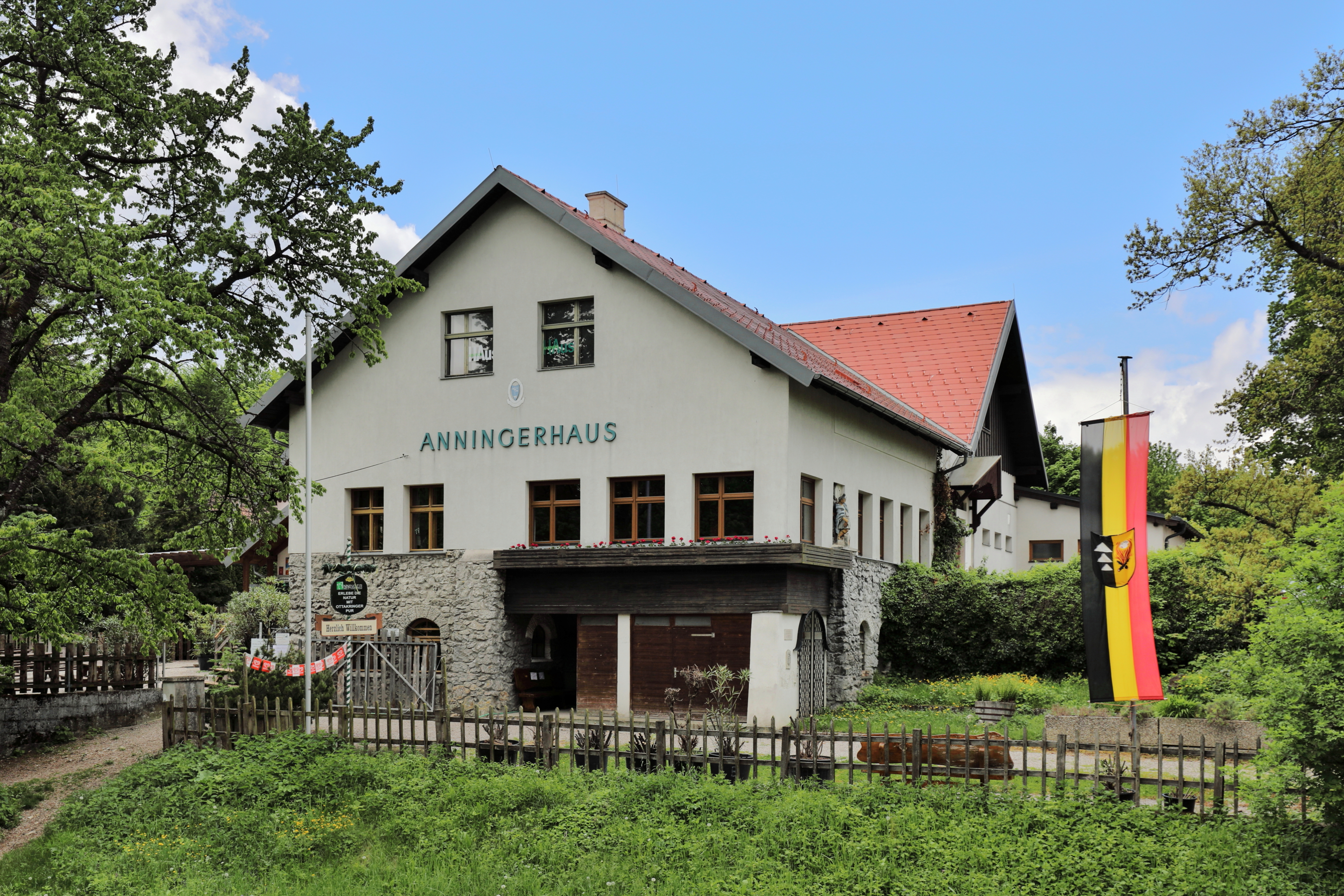
Аннінгерхаус
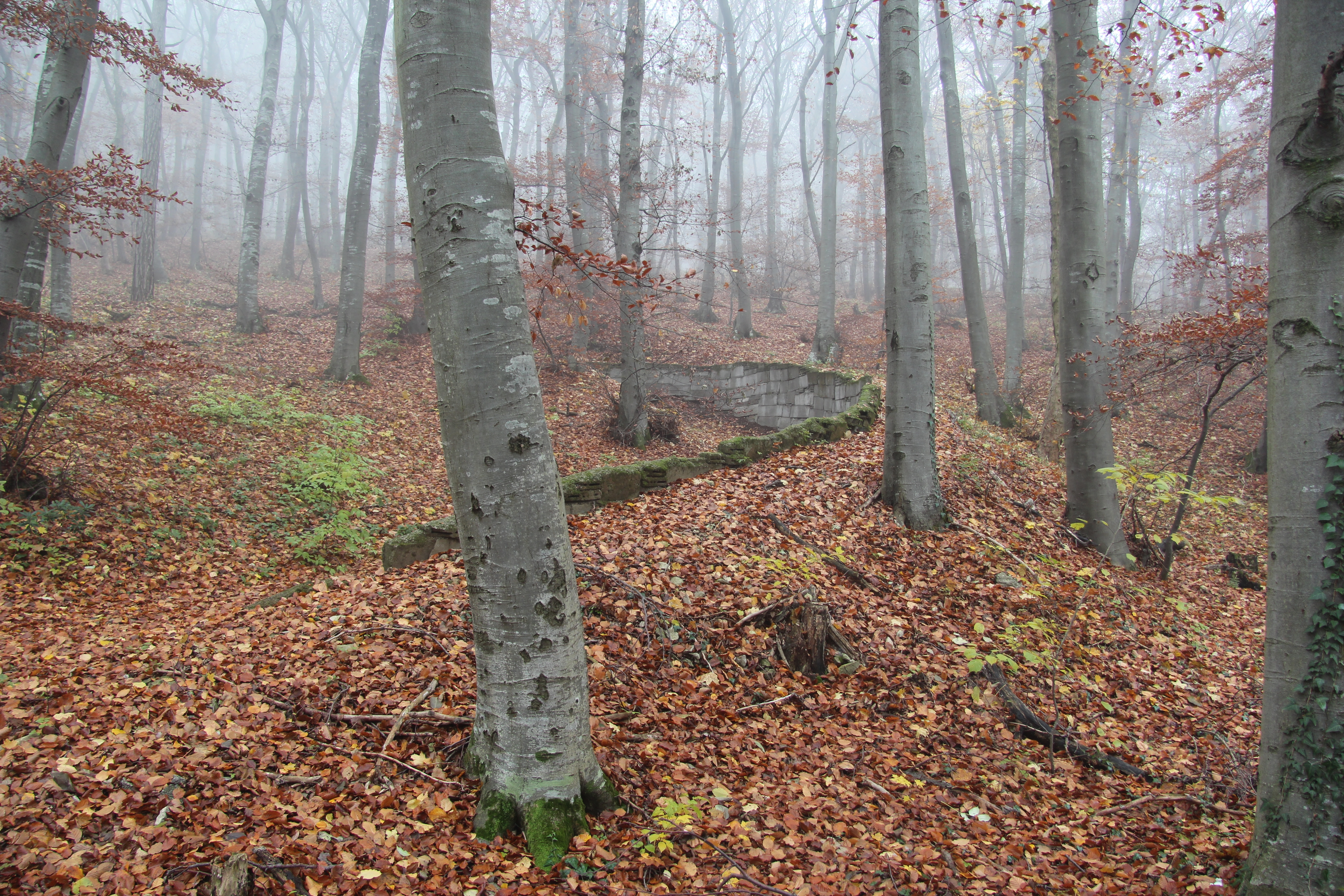
Колишня траса натурбану
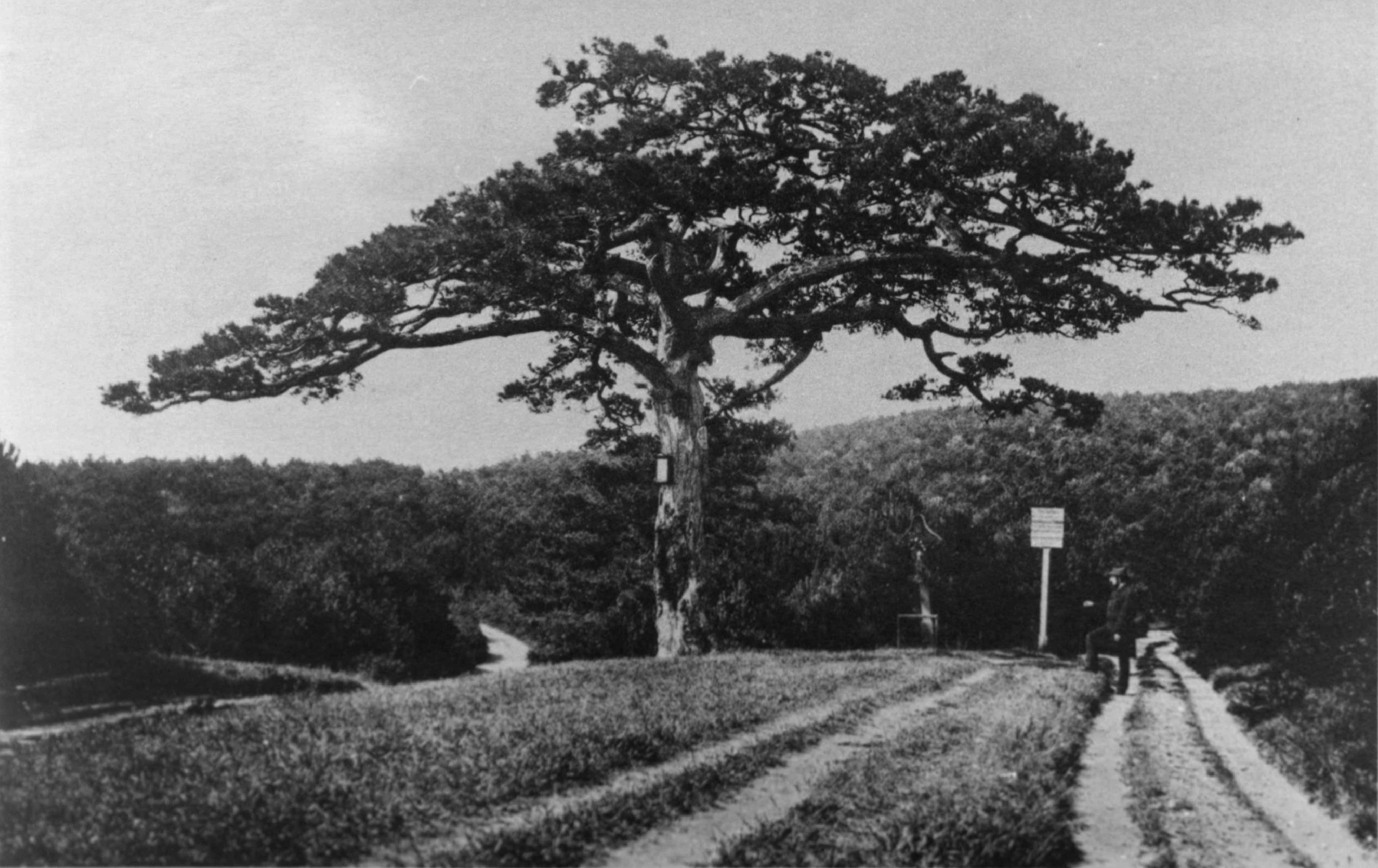
«Широка сосна» у 1881 році
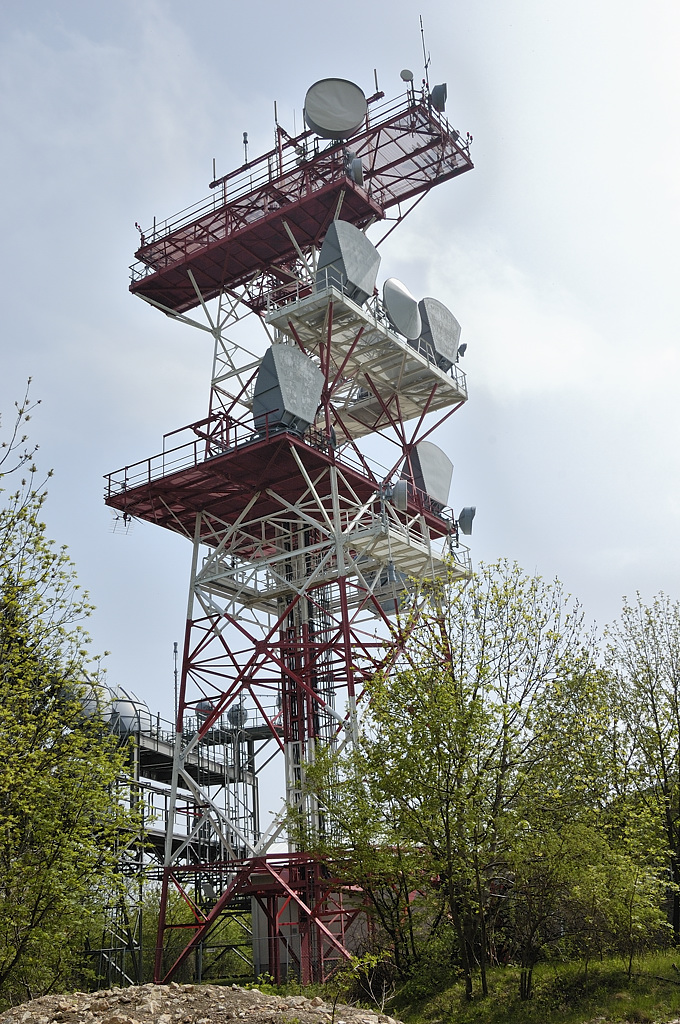
Радіопередавач на Фірйохкогелі